# Friedenspreis Dresden – International Peace Prize
Der Friedenspreis Dresden ist ein internationaler Friedenspreis, der jährlich um den 13. Februar herum, den Jahrestag der Zerstörung Dresdens, verliehen wird.

## Bedeutung
Honoriert werden besondere Leistungen gegen Konflikte, Gewalt und Eskalationen. Die Auszeichnung wurde vom 2009 in Dresden gegründeten Verein Friends of Dresden Deutschland ins Leben gerufen. Dieser ist ein Ableger des US-amerikanischen Fördervereins Friends of Dresden Inc. in New York, der von Günter Blobel gegründet wurde. Gestiftet wird der Preis von der Klaus Tschira Stiftung. Er ist mit 10.000 Euro dotiert. Die Preisträger erhalten eine ca. 30 cm hohe Bronzefigur, die von Konstanze Feindt Eißner gestaltet wurde und der Figur „Ernst“ des Dresdner Mozartbrunnens in der Bürgerwiese nachempfunden ist. Die Kriegsschäden, die die Originalfigur davontrug, die heute im Dresdner Lapidarium ausgestellt wird, sind auch an der Preisskulptur zu erkennen.
Die Auszeichnung soll laut Veranstalter auch der Vereinnahmung des Dresdner Gedenktages durch Rechtsextreme entgegenwirken. Die erstmalige Verleihung im Jahr 2010 wurde aus Sicherheitsgründen auf Bitte des sächsischen Innenministeriums um einen Tag verschoben und fand bei einem Festakt in der Semperoper statt. In den folgenden Jahren wurden die Preisträger, Daniel Barenboim und James Nachtwey, am 13. Februar ebenfalls in der Semperoper geehrt.
Präsident des Kuratoriums war bis zu seinem Tod im Februar 2025 Gerhart Baum. Seit Juni 2025 hat Peter Theiler das Amt inne.

## Preisträger
| Jahr | Preisträger                                                                                            | Laudator                           | Begründung für die Preisvergabe | Bild                                        |
| ---- | --- | ---------------------------------- | --- | ------------------------------------------- |
| 2010 | Michail Gorbatschow, früherer Präsident der Sowjetunion                                                | Gerhart Baum                       | für seine Leistungen „auf dem Gebiet der Konflikt- und Gewaltprävention“ und besonders sein Engagement für die atomare Abrüstung. Mit seiner Initiative des einseitigen Abbaus von Mittelstreckenraketen habe Gorbatschow das Signal für ein Ende des atomaren Wettrüstens gegeben und „einen der bedeutendsten Beiträge zur Gewaltprävention in den vergangenen Jahrzehnten“ geleistet. | Michail Gorbatschow                         |
| 2011 | Daniel Barenboim, Dirigent und Pianist                                                                 | Richard von Weizsäcker             | für den Aufbau des West-Eastern Divan Orchestra | Daniel Barenboim                            |
| 2012 | James Nachtwey, Kriegsfotograf                                                                         | Wim Wenders                        | für seine „Bilder, die man nie wieder vergisst. Und er tut das als Moralist, als einer, der nicht nur hofft, sondern daran glaubt, dass seine Bilder ein Umdenken bewirken können“ | James Nachtwey                              |
| 2013 | Stanislaw Petrow, früherer Offizier der Sowjetarmee                                                    | Claus Kleber                       | „Stanislaw Petrow ist in der Nacht vom 25. zum 26. September 1983 einem 3. Weltkrieg zuvorgekommen und Politikern, die vielleicht oder sogar wahrscheinlich anders entschieden hätten. Ein Ingenieur im Dienst der Sowjetarmee, der vor einer Verantwortung stand, die größer nicht sein konnte, der Verantwortung für das Überleben der Menschheit. Er ist ihr gerecht geworden, weil er nicht als Techniker, nicht als Offizier entschied, sondern als Mensch.“ | Stanislaw Jewgrafowitsch Petrow             |
| 2014 | Emmanuel Jal, sudanesischer Musiker und einstiger Kindersoldat                                         | Fatou Bensouda                     | für sein musikalisches und politisches Engagement gegen den militärischen Missbrauch von Kindern in Afrika | Emmanuel Jal                                |
| 2015 | Edward, Herzog von Kent, Mitglied der britischen Königsfamilie                                         | Kurt Biedenkopf                    | für seinen Beitrag zur Versöhnung zwischen Großbritannien und Deutschland | Edward von Kent                             |
| 2016 | Daniel Ellsberg                                                                                        | Jakob Augstein                     | als „Urvater der Whistleblower“. Er inspiriere andere mit seinem Mut. | Daniel Ellsberg                             |
| 2017 | Domenico Lucano, Bürgermeister von Riace                                                               | Martin Roth                        | für die Aufnahme und Integration von 550 Flüchtlingen in das 1800-Einwohner-Dorf Riace. | Domenico Lucano                             |
| 2018 | Tommie Smith, Olympiasieger und Bürgerrechtskämpfer                                                    | Günter Wallraff                    | „Die Geste der Sportler Tommie Smith und John Carlos auf dem Siegerpodest der Olympischen Spiele 1968 in Mexiko war eine der beeindruckendsten öffentlichen Demonstrationen gegen Rassendiskriminierung im letzten Jahrhundert. Eine stumme Protestaktion, die Teil der Geschichte von Zivilcourage geworden ist. Der damalige Olympiasieger Tommie Smith wurde zu einem Rollenmodell des politisch engagierten Sportlers. 50 Jahre danach gibt es noch immer Rassismus. Leider hat das Thema an Aktualität wenig eingebüßt. Und die Geste ist geblieben, was sie damals war: mutig und stark.“ Günter Blobel, Mitinitiator des Dresden-Preises | Tommie Smith                                |
| 2019 | Phan Thị Kim Phúc, Opfer des Vietnamkrieges                                                            | James Nachtwey                     | „Geehrt wird die Friedensaktivistin für ihre Versöhnungsarbeit. Sie verweigert sich dem Hass konsequent, ist Goodwill-Botschafterin der Unesco und gründete eine Stiftung für vom Krieg versehrte Kinder.“ |                                             |
| 2020 | Muzoon Almellehan, syrische Bildungsaktivistin und UNICEF-Sonderbotschafterin                          | Phan Thị Kim Phúc                  | Sie „gilt als eine der stärksten und einflussreichsten Stimmen im Kampf um Bildung für Kinder in Krisengebieten. Mit ihrem Engagement begann sie bereits mit 14 Jahren in einem jordanischen Flüchtlingslager, wohin sie mit ihrer Familie aus Syrien geflohen war. Für viele der Geflüchteten hatte die Teilnahme an Bildungsangeboten angesichts der Hoffnungslosigkeit im Lager nicht den höchsten Stellenwert. Aber Muzoon ging von Zelt zu Zelt und überzeugte Eltern wie Kinder davon, wie wichtig Schule ist“. | Muzoon Almellehan                           |
| 2021 | Cristina Marin Campos, Ärztin                                                                          | Gerhart Baum                       | „Stellvertretend für das medizinische Personal weltweit, das in der Corona-Krise Herausragendes geleistet hat und immer noch leistet, erhält die spanische Ärztin […] den Dresden-Preis. […] Um die Einsamkeit der auf Intensivstationen isolierten COVID-Patienten zu lindern, hatte Cristina Marín Campos die spanische Bevölkerung dazu aufgerufen, den Kranken zu schreiben. Bereits am ersten Tag gingen 35.000 Briefe ein.“ |                                             |
| 2022 | Roger Cox, Anwalt, der die Kläger gegen Royal Dutch Shell vertrat                                      | Helena Marschall                   | |                                             |
| 2023 | Daniel Libeskind, Architekt                                                                            | Marion Ackermann                   | „Wenn alles vorbei zu sein scheint, ein Krieg, ein Genozid, eine Terrorattacke, bleibt das Erinnern. […] Und wie erinnert wird, könnte auch mit darüber entscheiden, ob sich das alles wiederholt. Wir brauchen Stätten der Erinnerung und der Mahnung. Und sie sollten sein wie die von Daniel Libeskind entworfenen: unübersehbar.“ | Daniel Libeskind                            |
| 2024 | Alexei Nawalny (posthum), russischer Dissident und Julija Nawalnaja                                    |                                    | | Alexei Nawalny · Julija Nawalnaja           |
| 2025 | Europäischer Gerichtshof für Menschenrechte, internationale Gerichtsinstanz/Institution des Europarats | Sabine Leutheusser-Schnarrenberger | Der Gerichtshof ist ein „Markenzeichen Europas“. Er nimmt sich auch der Belange von Menschen an, „die in ihrem Leben mit unüberwindbaren Schwierigkeiten konfrontiert sind“. Jürgen Bönninger, Geschäftsführer des Preises | Europäischer Gerichtshof für Menschenrechte |

## Ehrenpreis
2023 wurde erstmals ein Ehrenpreis der „Friends of Dresden“ verliehen. Dieser ging an den Politiker Gerhart Baum. Er habe sich „sein Leben lang engagiert für die Menschenrechte und den Frieden eingesetzt“. Die Laudatio hielt Dresdens Oberbürgermeister Dirk Hilbert.